# Port lotniczy Mopti
Port lotniczy Mopti (IATA: MZI, ICAO: GAMB) – port lotniczy, położony w Mopti, w Mali.

## Linie lotnicze i połączenia
| Linia Lotnicza | Kierunek              |
| -------------- | --------------------- |
| Sky Mali       | 1. Bamako 2. Timbuktu |